# كيث فرانك (موسيقي)
كيث فرانك (بالإنجليزية: Keith Frank)‏ هو موسيقي أمريكي، ولد في 1972 في لويزيانا في الولايات المتحدة.

## وصلات خارجية
- الموقع الرسمي
- كيث فرانك على موقع ميوزك برينز (الإنجليزية)
- كيث فرانك على موقع ديسكوغز (الإنجليزية)